# Nemocnice Ziv
Nemocnice Ziv (hebrejsky: מרכז רפואי זיו, Merkaz refu'i Ziv, doslova Zdravotní centrum Ziv,anglicky: Ziv Medical Center, nazývána též Nemocnice Rivky Ziv, מרכז רפואי רבקה זיו) je nemocnice v jižní části města Safed v Izraeli.

## Geografie
Leží v nadmořské výšce přes 600 metrů na jižním okraji Safedu, cca 1,5 kilometru od censtra města. Na jižní straně ji míjí dálnice číslo 89, dál k jihu se rozkládá zalesněný vrch Ramat Pašchur.

## Popis
Byla založena roku 1910 jako první moderní zdravotnické zařízení ve městě. Do nynějšího areálu se přemístila roku 1973. Ředitelem je Oskar Ambon (אוסקר אמבון). Nemocnice má 37 odborných pracovišť a kapacitu 304 lůžek. Pojmenována je podle Rivky Ziv (Rebecca Sieff), jedné ze zakladatelek organizace WIZO.